# Чемпіонат світу з хокею із шайбою 2009 (дивізіон II)
Чемпіонат світу з хокею із шайбою 2009 — чемпіонат світу з хокею із шайбою, який проходив у Сербії та Болгарії.

## Учасники

### Група A
| Збірна         | Кваліфікація                                      |
| -------------- | ------------------------------------------------- |
| Естонія        | 6-е місце у Дивізіоні I Групи B 2008.             |
| Китай          | 2-е місце у Дивізіоні II Групи B 2008.            |
| Сербія         | Господарі, 3-є місце у Дивізіоні II Групи A 2008. |
| Ізраїль        | 4-е місце у Дивізіоні II Групи A 2008.            |
| Ісландія       | 5-е місце у Дивізіоні II Групи B 2008.            |
| Північна Корея | 1-е місце у Дивізіоні III 2008.                   |

### Група В
| Збірна         | Кваліфікація                                |
| -------------- | ------------------------------------------- |
| Південна Корея | 6-е місце у Дивізіоні I Групи A 2008.       |
| Бельгія        | 2-е місце у Дивізіоні II Групи A 2008.      |
| Іспанія        | 3-є місце у Дивізіоні II Групи B 2008.      |
| Мексика        | 4-е місце у Дивізіоні II Групи B 2008.      |
| Болгарія       | Господарі, 5-е у Дивізіоні II Групи A 2008. |
| ПАР            | 2-е місце у Дивізіоні III 2008.             |

## Група А

### Підсумкова таблиця
| Збірна         | М | В | ВО | ПО | П | Ш     | О  | Сербія | Естонія | КНР    | Ісландія | Ізраїль | Північна Корея |
| -------------- | - | - | -- | -- | - | ----- | -- | ------ | ------- | ------ | -------- | ------- | -------------- |
| Сербія         | 5 | 4 | 1  | 0  | 0 | 40-11 | 14 |        | 5-4 Б   | 5-3    | 6-1      | 12-1    | 12-2           |
| Естонія        | 5 | 4 | 0  | 1  | 0 | 68-12 | 13 | 4-5 Б  |         | 16-3   | 16-1     | 16-2    | 16-1           |
| Китай          | 5 | 2 | 1  | 0  | 2 | 21-29 | 8  | 3-5    | 3-16    |        | 3-2 ОТ   | 5-1     | 7-5            |
| Ісландія       | 5 | 2 | 0  | 1  | 2 | 11-30 | 7  | 1-6    | 1-16    | 2-3 ОТ |          | 4-3     | 3-2            |
| Ізраїль        | 5 | 1 | 0  | 0  | 4 | 9-38  | 3  | 1-12   | 2-16    | 1-5    | 3-4      |         | 2-1            |
| Північна Корея | 5 | 0 | 0  | 0  | 5 | 11-40 | 0  | 2-12   | 1-16    | 5-7    | 2-3      | 1-2     |                |

### Найкращі бомбардири
| Гравець            | Матчі | Голи | Паси | Очки | +/− | ШХ |
| ------------------ | ----- | ---- | ---- | ---- | --- | -- |
| Олександр Петров   | 5     | 9    | 10   | 19   | +15 | 8  |
| Олексій Сибірцев   | 5     | 5    | 12   | 17   | +15 | 0  |
| Максим Іванов      | 5     | 5    | 10   | 15   | +15 | 0  |
| Марко Ковачевич    | 5     | 8    | 6    | 14   | +13 | 0  |
| Василь Титаренко   | 5     | 9    | 4    | 13   | +10 | 6  |
| Олле Сілдре        | 5     | 5    | 8    | 13   | +12 | 6  |
| Дмитро Суур        | 5     | 3    | 10   | 13   | +21 | 14 |
| Фред Пероун        | 5     | 5    | 7    | 12   | +12 | 0  |
| Марк-Андре Фурньє  | 5     | 4    | 8    | 12   | +15 | 8  |
| Олександр Кузнецов | 5     | 5    | 6    | 11   | +7  | 2  |

Джерело: IIHF.com [Архівовано 29 жовтня 2013 у Wayback Machine.]

### Найкращі воротарі
Список п'яти найращих воротарів, сортованих за відсотком відбитих кидків. У список включені лише ті гравці, які провели щонайменш 40% хвилин.
| Гравець               | ЧНЛ    | ГП  | СП | СПГ  | %ВК   | ША |
| --------------------- | ------ | --- | -- | ---- | ----- | -- |
| Денніс Хедстрьом      | 244:30 | 161 | 14 | 3.44 | 91.30 | 0  |
| Віллем-Хенрік Койтмаа | 212:25 | 67  | 7  | 1.98 | 89.55 | 0  |
| Мілан Лукович         | 305:00 | 101 | 11 | 2.16 | 89.11 | 0  |
| Авіягу Сороцький      | 220:00 | 168 | 21 | 5.73 | 87.50 | 0  |
| Се Мін                | 275:11 | 169 | 22 | 4.80 | 86.98 | 0  |

ЧНЛ = часу на льоду (хвилини:секунди); КП = кидки; ГП = голів пропушено; СП = Середня кількість пропущених шайб; СПГ = Голи, пропущені в середньому за 60 хвилин; %ВК = відбитих кидків (у %); ША = шатаути
Джерело: IIHF.com [Архівовано 29 жовтня 2013 у Wayback Machine.]

## Група В

### Підсумкова таблиця
| Збірна         | М | В | ВО | ПО | П | Ш     | О  | Південна Корея | Бельгія | Іспанія | Болгарія | Мексика | ПАР  |
| -------------- | - | - | -- | -- | - | ----- | -- | -------------- | ------- | ------- | -------- | ------- | ---- |
| Південна Корея | 5 | 5 | 0  | 0  | 0 | 48-10 | 15 |                | 5-2     | 6-4     | 14-2     | 8-2     | 15-0 |
| Бельгія        | 5 | 4 | 0  | 0  | 1 | 31-11 | 12 | 2-5            |         | 3-1     | 6-3      | 9-1     | 11-1 |
| Іспанія        | 5 | 3 | 0  | 0  | 2 | 28-15 | 9  | 4-6            | 1-3     |         | 7-3      | 4-1     | 12-2 |
| Болгарія       | 5 | 2 | 0  | 0  | 3 | 30-33 | 6  | 2-14           | 3-6     | 3-7     |          | 10-3    | 12-3 |
| Мексика        | 5 | 1 | 0  | 0  | 4 | 11-33 | 3  | 2-8            | 1-9     | 1-4     | 3-10     |         | 4-2  |
| ПАР            | 5 | 0 | 0  | 0  | 5 | 8-54  | 0  | 0-15           | 1-11    | 2-12    | 3-12     | 2-4     |      |

### Найкращі бомбардири
| Гравець           | Матчі | Голи | Паси | Очки | +/− | ШХ |
| ----------------- | ----- | ---- | ---- | ---- | --- | -- |
| Олексій Йотов     | 5     | 4    | 13   | 17   | +8  | 8  |
| Станіслав Мухачов | 5     | 9    | 5    | 14   | +4  | 10 |
| Таэ-ан Квон       | 5     | 7    | 7    | 14   | +11 | 4  |
| Гьон Хо Кім       | 5     | 5    | 8    | 13   | +11 | 2  |
| Дон-Хван Сон      | 5     | 7    | 4    | 11   | +6  | 4  |
| Бьорн Нуйтс       | 5     | 4    | 7    | 11   | +6  | 4  |
| Вон Чжун Кім      | 5     | 2    | 9    | 11   | +10 | 0  |
| Кі Сун Кім        | 5     | 6    | 4    | 10   | +1  | 2  |
| Хуан Муньос       | 5     | 5    | 4    | 9    | +5  | 2  |
| Вінсент Камелбек  | 5     | 4    | 5    | 9    | +6  | 2  |

Джерело: IIHF.com [Архівовано 29 жовтня 2013 у Wayback Machine.]

### Найкращі воротарі
Список п'яти найращих воротарів, сортованих за відсотком відбитих кидків. У список включені лише ті гравці, які провели щонайменш 40% хвилин.
| Гравець             | ЧНЛ    | ГП  | СП | СПГ  | %ВК   | ША |
| ------------------- | ------ | --- | -- | ---- | ----- | -- |
| Бьорн Стейлен       | 249:57 | 137 | 11 | 2.64 | 91.97 | 0  |
| Сон Хьонсин         | 182:14 | 56  | 5  | 1.65 | 91.07 | 0  |
| Андер Алькайн       | 240:00 | 132 | 13 | 3.25 | 90.15 | 0  |
| Константин Михайлов | 207:47 | 185 | 23 | 6.64 | 87.57 | 0  |
| Альфонсо де Альба   | 214:44 | 144 | 18 | 5.03 | 87.50 | 0  |

ЧНЛ = часу на льоду (хвилини:секунди); КП = кидки; ГП = голів пропушено; СП = Середня кількість пропущених шайб; СПГ = Голи, пропущені в середньому за 60 хвилин; %ВК = відбитих кидків (у %); ША = шатаути
Джерело: IIHF.com [Архівовано 29 жовтня 2013 у Wayback Machine.]